# مذهب در ایالات فدرال میکرونزی
چندیدن مذهب مانند پروتستان و کلیسای کاتولیک رومی در ایالت‌های کشور ایالات فدرال میکرونزی فعال هستند. ریشه بیشتر گروه‌های پروتستان به مبلغان کنگره‌گرایان آمریکایی باز می‌گردد. در آبخوست کُسرائه تعداد پیروان پروتستان نزدیک به ۷,۸۰۰ نفر (٪۹۵ جمعیت کُسرائه) است. از جمعیت ۳۵,۰۰۰ نفری پُناپه نیمی از آن پروتستان و نیمی دیگر کاتولیک هستند. در ایالت‌های چوئوک و یَپ ٪۶۰ جمعیت، کاتولیک و ٪۴۰ دیگر پروتستان هستند. گروه‌های مذهبی که پیروان کمی دارند باپتیست، انجمن‌های خدا، سپاه رستگاری، کلیسای ادونتیست‌های روز هفتم، شاهدان یهوه، کلیسای عیسی مسیح قدیسان آخرالزمان (مورمون)، و بهائیت هستند. ٪۰/۷ جمعیت پوناپی پیرو آیین بودایی هستند. حضور و خدمات مذهبی، زیاد است. کلیساها توسط گروه‌های خود، پشتیبانی می‌شوند و نقش مهمی در جامعه دارند. با وجود اینکه بیشتر مردم مخالف حضور اسلام در آن کشور هستند، مسلمانان احمدیه در ژوئیه ۲۰۱۵ ثبت شدند.

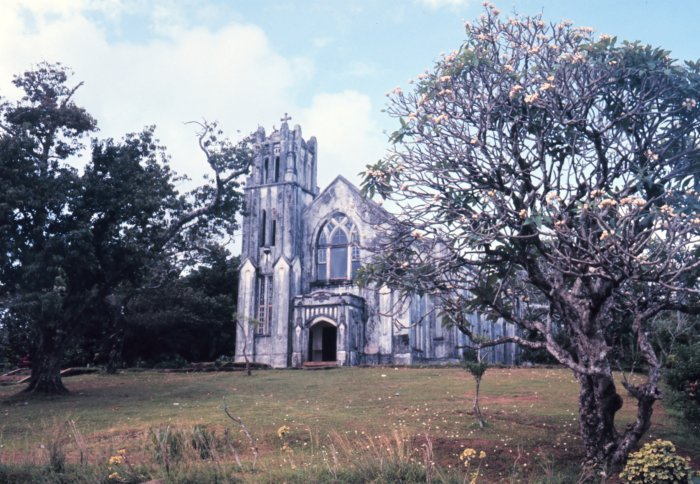
یک کلیسای کاتولیک در کولونیا (میکرونزی)

بیشتر مهاجران، کاتولیک‌های فیلیپین هستند که به کلیساهای کاتولیک محلی پیوسته‌اند. مذهب ایگلسیا نی کریستو مسیحی فیلیپین نیز یک کلیسا در پُناپه دارد. در دهه ۱۸۹۰ (میلادی) در آبخوست پُناپه اختلاف بین مذهب‌ها و تغییر رهبران مذهبی به جدایش گروه‌های مذهبی و پیدایش خط جداکننده فیزیکی میان آنها انجامید که تا امروز نیز وجود دارد. بیشتر پروتستان‌ها در نیمه باختری آبخوست زندگی می‌کنند. درحالیکه کاتولیک‌ها در نیمه خاوری زندگی می‌کنند. مبلغان مذهبی ادیان بسیاری، دین خود را آزادانه تبلیغ می‌کنند. قانون اساسی ایالات فدرال میکرونزی آزادی ادیان را تضمین می‌کند و دولت ایالات فدرال میکرونزی در عمل به این اصل وفادار است. در سال ۲۰۰۷ حکومت فدرال ایالات متحده آمریکا هیچ گزارشی بر سوء استفاده یا تبعیض بر پایه دین دریافت نکرد.